# RBS-70
Lo svedese Bofors RBS-70 è un missile portatile, ma non lanciabile a spalla (come il Mistral). Esso ha guida laser ed una eccellente comportamento complessivo, resistenza alle ECM assicurata ed elevata letalità. Gli iraniani ne hanno usato, stando a Tom Cooper, numerosi esemplari sia come armi antiaeree, con successo, che come armi anticarro, cercando di incendiare i carri T-72, apparentemente invulnerabili ai missili normali anticarro, ma propensi ad incendiarsi quando colpiti da questi missili con traiettoria in leggera picchiata. La versione migliorata è il molto meno diffuso RBS-90, con lanciatore binato e prestazioni migliori, dotato anche di camere termiche per il lancio notturno.

## Utilizzatori
- Argentina
- Australia
- Bahrein
- Bangladesh
- Brasile
- Emirati Arabi Uniti
- Finlandia
- Indonesia
- Iran
- Irlanda
- Lettonia
- Lituania
- Messico
- Norvegia
- Pakistan
- Rep. Ceca
- Singapore
- Svezia
- Thailandia
- Tunisia
- Venezuela